# Judo aux Jeux olympiques de la jeunesse de 2014
Navigation
Édition précédente Édition suivante
Les épreuves de judo aux jeux olympiques de la jeunesse d'été de 2014 ont lieu au Longjiang Gymnasium de Nankin, en Chine, du 17 au 21 août 2014.

## Compétition garçons
| Édition     | Or                    | Argent                | Bronze                    |
| ----------- | --------------------- | --------------------- | ------------------------- |
| - de 55 kg  | Bauyrzhan Zhauyntayev | Natig Gurbanli        | Jorre Verstraeten         |
| - de 55 kg  | Bauyrzhan Zhauyntayev | Natig Gurbanli        | Oguzhan Karaca            |
| - de 66 kg  | Hifumi Abe            | Bohdan Iadov          | Sukhrob Tursunov          |
| - de 66 kg  | Hifumi Abe            | Bohdan Iadov          | Wu Zhiqiang               |
| - de 81 kg  | Mikhail Igolnikov     | Tamazi Kirakozashvili | Frank de Wit              |
| - de 81 kg  | Mikhail Igolnikov     | Tamazi Kirakozashvili | Ivan Felipe Silva Morales |
| - de 100 kg | Ramin Safaviyeh       | Rostislav Dashkov     | Domenik Schönefeldt       |

## Compétitions filles
| Édition    | Or              | Argent                 | Bronze             |
| ---------- | --------------- | ---------------------- | ------------------ |
| - de 44 kg | Melisa Cakmakli | Leyla Aliyeva          | Anastasya Turcheva |
| - de 44 kg | Melisa Cakmakli | Leyla Aliyeva          | Honoka Yamauchi    |
| - de 52 kg | Layana Colman   | Betina Temelkova       | Maruša Štangar     |
| - de 52 kg | Layana Colman   | Betina Temelkova       | Lee Hyekyeong      |
| - de 63 kg | Szabina Gercsak | Stefania Adelina Dobre | Jennifer Schwille  |
| - de 63 kg | Szabina Gercsak | Stefania Adelina Dobre | Michaela Polleres  |
| - de 78 kg | Brigita Matic   | Aleksandra Samardzic   | Elvismar Rodríguez |
| - de 78 kg | Brigita Matic   | Aleksandra Samardzic   | Sara Rodriguez     |

## Par équipes
| Édition | Or | Argent | Bronze |
| ------- | --- | --- | --- |
| Équipe  | Équipe Rouge Morgane Duchene Ayelen Elizeche Adrian Gandia Mikhail Igolnikov Lisa Mullenberg Maria Siderot Sukhrob Tursunov | Équipe Geesink Layana Colman Nemanja Majdov Dzmitry Minkou Ryu Seunghwan Ivana Sunjevic Anastasya Turcheva Wang Yu-Jyun | Équipe Douillet Gustavo Basile Marko Bubanja Adonis Diaz Liudmyla Drozdova Lee Hyekyeong Brigita Matic Peter Miles                         |
| Équipe  | Équipe Rouge Morgane Duchene Ayelen Elizeche Adrian Gandia Mikhail Igolnikov Lisa Mullenberg Maria Siderot Sukhrob Tursunov | Équipe Geesink Layana Colman Nemanja Majdov Dzmitry Minkou Ryu Seunghwan Ivana Sunjevic Anastasya Turcheva Wang Yu-Jyun | Équipe Xian Hifumi Abe Chiara Carminucci Naomi de Bruine Jolan Florimont Brillith Gamarra Carbajal Felix Penning Maruša Štangar Idan Vardi |